# Manjusha P. Kulkarni
Manjusha P. Kulkarni (geboren im 20. Jahrhundert in Montgomery) ist eine US-amerikanische Juristin und Menschenrechtsaktivistin. Für ihren Einsatz zur Bekämpfung von Hasskriminalität im Zusammenhang mit der COVID-19-Pandemie zeichnete das Time-Magazin sie als eine der hundert einflussreichsten Persönlichkeiten des Jahres 2021 aus.

## Beruflicher Werdegang
Manjusha P. Kulkarni studierte Politische Wissenschaften an der Duke University und erwarb dort einen Bachelor of Arts. Zusätzlich studierte sie dort Women’s Studies und promovierte 1995 an der juristischen Fakultät der Boston University. Bereits während ihrer Studienzeit engagierte sie sich für Menschen- und Bürgerrechte und war ehrenamtlich bei der American Civil Liberties Union (ACLU) und dem Mexican Legal Defense and Education Fund (MALDEF) tätig.
Zu Beginn ihres Berufslebens arbeitete Kulkarni in ihrer Heimatstadt Montgomery, Alabama, am Southern Poverty Law Center und im Büro des Attorney General. Ehrenamtlich beriet sie eine Gruppe von Lateinamerikanern japanischer Abstammung, die im Zweiten Weltkrieg von der Regierung der Vereinigten Staaten entführt und interniert worden waren. Sie verhalf ihnen zu einer offiziellen Entschuldigung und Entschädigung.
Sie arbeitete in der Kanzlei für Bürgerrechtsfälle von Sharon Lybeck Hartmann. Im Auftrag des Justizministeriums überwachte diese die Restaurantkette Denny’s in Bezug auf die Einhaltung der Bürgerrechtsgesetze, nachdem das Unternehmen in zwei Gerichtsentscheidungen wegen Diskriminierung verurteilt worden war.
Von 1999 bis 2010 war Kulkarni Senior Attorney beim National Health Law Program (NHeLP) in Los Angeles und arbeitete dort auf politischer und juristischer Ebene an der Verbesserung des Zugangs einkommensschwacher Bevölkerungsschichten zu einer guten Gesundheitsversorgung.
2010 wurde Kulkarni Geschäftsführerin des South Asian Network (SAN) in Artesia, das sich für die Verbesserung der gesundheitlichen und rechtlichen Situation von Menschen mit südasiatischem familiärem Hintergrund in Südkalifornien einsetzt.
Sie ist Geschäftsführerin der AAPI Equity Alliance (AAPI Equity) in Los Angeles County, die früher unter dem Namen Asian Pacific Planning and Policy Council (A3PCON) bekannt war. Diese ist ein Zusammenschluss von 40 Organisationen und vertritt 1,5 Millionen Amerikaner, die ihren familiären Hintergrund in Asien oder auf den pazifischen Inseln haben.
Kulkarni hat seit Anfang des Jahrtausends Lehraufträge an der Universität Stanford und der University of Southern California. An letzterer hält sie am Fachbereich für Asian American Studies Vorlesungen über die Gruppe der Amerikaner südasiatischer Abstammung.
Am 18. März 2021 sprach Kulkarni vor dem House Judiciary Committee des amerikanischen Kongresses über Hass, der sich gegen Asiaten richtet, und Strategien zu seiner Bekämpfung.
Sie schrieb regelmäßig für die Huffington Post und veröffentlichte zahlreiche Artikel in juristischen Zeitschriften und Publikationen zum Recht im Gesundheitswesen.

## Engagement gegen Fremdenfeindlichkeit im Zusammenhang mit der COVID-19-Pandemie
Zu Beginn der COVID-19-Pandemie sah die amerikanische Menschenrechtsaktivistin Cynthia Choi eine Welle von Fremdenfeindlichkeit gegen Menschen asiatischer Abstammung auf die USA zukommen. Hinter den Übergriffen stand, so Choi, der Glaube, dass in China der Ursprung des COVID-19-Virus zu sehen sei.
Als Reaktion gründete Choi in ihrer Eigenschaft als stellvertretende Direktorin von Chinese for Affirmative Action zusammen mit Manjusha Kulkarni und Russell Jeung von der Fakultät für asiatisch-amerikanische Studien der Universität San Francisco am 19. März 2020 das Stop AAPI Hate reporting center. Es widmet sich der Aufdeckung und Verfolgung von Hass, Gewalt, Belästigung und Diskriminierung gegen Amerikaner, die ihren familiären Hintergrund in Asien oder auf den pazifischen Inseln haben. Von der Gründung bis zum 31. Dezember 2021 wurden fast 11 000 Fälle gemeldet. Die Organisation trug dazu bei, auf der Basis der berichteten Diskriminierungen das Bewusstsein für die Problematik in der Öffentlichkeit zu schärfen sowie Muster und Ursachen aufzudecken. Das Stop AAPI Hate reporting center entwickelt auch Strategien zur Prävention.

## Ämter und Mitgliedschaften
- Mitglied der Los Angeles City Ethics Commission[1]
- Mitglied des California Racial and Identity Profiling Advisory Board[1]

## Auszeichnungen
- 2014: White House Champions of Change für ihren Einsatz bei der Verbesserung des Zugangs zum Gesundheitssystem für Amerikaner asiatischer Herkunft[1]
- 2021: Time Magazine: Auszeichnung als eine der 100 einflussreichsten Persönlichkeiten des Jahres 2021, zusammen mit Cynthia Choi und Russell Jeung[8]
- 2021: Webby Social Movement of the Year, zusammen mit Cynthia Choi und Russell Jeung[1]
- 2022: Neighborhood Builders: Racial Equality Award der Bank of America[9]

## Privatleben
Kulkarni lebt mit ihren beiden Töchtern und ihrem Ehemann in Los Angeles. Sie wird in der Öffentlichkeit häufig Manju genannt.